# У-2
У-2 (с 1944 года По-2, Поликарпов-2, разг. — «кукуру́зник») — советский многоцелевой биплан, созданный в 1927 году под руководством Н. Н. Поликарпова.
Один из самых массовых самолётов в мире. Строился серийно до 1953 года, было построено 33 000 машин. Переименован в По-2 в честь его создателя в 1944 году после смерти Н. Н. Поликарпова.  Самый массовый биплан в истории.

## История создания
С 1919 года основным учебным самолётом в РСФСР являлся У-1, созданный на базе английского разведчика Авро-504, первый полёт которого состоялся ещё в 1913 году. К 1922 году встал вопрос о необходимости разработки более современной учебной машины, тем более, что к этому времени методика обучения лётному делу претерпела существенные изменения. Было признано необходимым осуществлять обучение самостоятельным полётам на самолётах первоначального обучения, а отшлифовывать мастерство на тренировочных (переходных) машинах.
Николай Николаевич Поликарпов непосредственно занялся разработкой учебных самолётов в 1923 г. Одной из первых его работ в этом направлении был проект двухместного малого учебного самолёта с мотором ABC мощностью 18 л. с. Машина представляла собой свободнонесущий моноплан чистых форм с максимальной скоростью полёта до 107 км/ч. Впрочем, малая мощность двигателя не позволяла проводить обучение фигурам высшего пилотажа. Проект реализован не был.
В октябре 1924 года НТК ВВС составил общие тактико-технические требования к самолётам первоначального обучения и переходным. Подчёркивалось желание иметь в качестве таковых биплан с небольшой посадочной скоростью.
Под эти требования Поликарпов в 1925 году спроектировал 2У-Б3 — второй учебный самолёт с мотором БМВ-3 жидкостного охлаждения мощностью 185 л. с. Предусматривалась возможность установки двигателя БМВ-IV в 240 л. с., тогда самолёт мог рассматриваться как переходный. 2У-Б3 отличался хорошими аэродинамическими формами, продуманной конструкцией. Его постройка была завершена в феврале 1926 года, а с марта начались испытания.
Однако появившиеся новые требования к машинам первоначального обучения заставили трактовать самолёт как переходный, в связи с чем его переименовали в П-1. Испытания подтвердили хорошие лётные характеристики П-1 (2У-Б3), в отчёте о лётных испытаниях, в частности, отмечалось, что «выполнение штопора вялое, напоминает крутую спираль». Была заказана серия этих машин, но постройка не состоялась из-за очередного изменения требований к переходным самолётам: по указанию П. И. Баранова, на тот момент начальника УВВС НКО, на переходном самолёте должно быть установлено вооружение, чтобы он мог пользоваться одновременно и в качестве учебно-боевой машины, и лёгкого корпусного разведчика. Так появился вооружённый вариант П-1 с мотором БМВ-IV, а затем П-2 с двигателем М-6.
К середине 1925 года было решено строить самолёт первоначального обучения с двигателем мощностью около 100 л. с. Предполагалось, что такой двигатель в ближайшее время смогут создать отечественные конструкторские коллективы. 27 сентября 1925 года Авиатрест письмом известил Поликарпова, что «самолёт первоначального обучения начнёт проектироваться по особому распоряжению в связи с постройкой нового мотора». Однако Поликарпов ещё до этого письма выполнил несколько предварительных эскизных проектов самолёта данного типа.
К середине 1926 года конструкторским коллективам, возглавляемым А. Д. Швецовым (завод № 4) и Н. Р. Брилингом (НАМИ), удалось построить моторы М-11 и М-12 и начать их испытания. Первоначально чаша весов склонялась в сторону М-12, в связи с чем 3 июля 1926 года Авиатрест официально приказал приступить к проектированию учебного самолёта У-2 под этот двигатель. Технические требования к машине были сформулированы НТК ВВС и подписаны начальником самолётной секции С. В. Ильюшиным 15 июля 1926 года. В их разработке принимал активное участие как член НТК ВВС и сам Н. Н. Поликарпов. В требованиях, в частности, оговаривалось, что максимальная скорость полёта не должна превосходить 120 км/ч, а посадочная — 60 км/ч, самолёт должен быть только бипланной схемы и строиться из имеющихся в СССР материалов.
Поликарпов при разработке проекта постарался сиденья ученика и инструктора расположить ближе к центру тяжести (в отличие от самолёта 2У-Б3). Особое внимание уделялось простоте пилотирования самолёта. Для снижения себестоимости эксплуатации и производства верхние и нижние крылья имели одинаковую конструкцию, обеспечивающую взаимозаменяемость. Формы крыла и оперения в плане были сделаны прямоугольными для упрощения производства, что отличало первый экземпляр от всех последующих опытных и серийных вариантов У-2. Это, разумеется, ухудшало аэродинамику, но ввиду невысоких (даже по тем временам) требований к максимальной скорости считалось приемлемым.
В докладе Авиатресту Поликарпов отмечал: «В самолёте введены впервые существенные в эксплуатационном отношении усовершенствования: передвижное ножное управление, передвижные сиденья, выключаемое ножное и ручное управления, взаимозаменяемые элероны, рули высоты и пр».
6 октября 1926 года эскизный проект был рассмотрен на заседании Технического совета Авиатреста. В постановлении отмечено, что «общее направление по проектированию самолёта У2-М12, принятое сухопутным отделом, признать правильным» (в те годы КБ Н. Н. Поликарпова существовало на правах отдела сухопутного самолётостроения ЦКБ Авиатреста). Однако было предписано перенести бензобаки из фюзеляжа на верхнее крыло и вынести их из-под центроплана. Поликарпов возражал против этого пункта, считая, что такое размещение бензобаков ухудшит аэродинамику крыла, но сделать ничего не мог.
Макет У-2 построили к 5 февраля 1927 года и сразу начали строить и первый экземпляр машины. Однако полной ясности с мотором ещё не было. М-12, на который руководство Авиатреста делало основную ставку, ломался на стенде. Ранее в постановлении от 2 февраля 1927 года Технический совет Авиатреста внёс предложение о проработке возможности установки на У-2 заграничных моторов «Люцифер» мощностью в 100 л. с. и «Сальмсон» в 120 л. с., по экземпляру которых находилось в СССР в различных учреждениях.
К концу марта выяснилось, что имевшийся в Серпуховской авиационной школе «Люцифер» был установлен на аэросани и разбит при пробеге. «Сальмсон» в НАМИ также стоял на аэросанях, проработал более 150 часов и был основательно изношенным. Поэтому в конце апреля 1927 года Авиатрест дал указание установить на первом опытном экземпляре М-11 конструкции А. Д. Швецова, который к тому времени всё же прошёл стендовые испытания, но не прошёл государственных. 23 июня 1927 года самолёт был выведен на аэродром.
Испытания начались с 24 июня 1927 года. Очень скоро выяснилось, что на М-11 в полёте перегревается масло, часто случаются отказы. Фактически проводились лётные испытания и доводка не столько самолёта, сколько двигателя. Авиатрест дал срочное указание установить на У-2 двигатель М-12, но М-12 довести до надлежащей степени надёжности так и не смогли. Совместными усилиями КБ Поликарпова и Швецова многие недостатки М-11 всё же удалось устранить. 15 сентября 1927 года самолёт передали на госиспытания в НИИ ВВС. Они показали, что машина имеет неплохие лётные характеристики, в том числе штопорные и в целом удовлетворяет требованиям ВВС, за исключением скороподъёмности. На втором экземпляре Н. Н. Поликарпов существенно улучшил аэродинамику, поставив эллиптические законцовки крыла и оперения. Толстый профиль крыла «Прандтль-Р652» был заменён более тонким профилем, разработанным аэродинамиками КБ Н. Н. Поликарпова, поскольку в ЦАГИ подходящего профиля не нашлось. Для улучшения пилотажных характеристик поставили увеличенный руль направления. Машину несколько облегчили до разумных пределов. Некоторые данные говорят о том, что второй экземпляр, полностью отражавший взгляды Поликарпова на подобный самолёт, проектировался одновременно с первым, но его по разным причинам в производство решили не передавать до завершения испытаний первого экземпляра. Впрочем, проекты были очень близки: тот же шаг нервюр, шпангоутов, одинаковая конструкция всех основных элементов. Эскизный проект второго экземпляра был утверждён 28 февраля 1928 года, после начала испытаний.
Испытания У-2, которые проводил лётчик М. М. Громов с января 1928 года (первый полёт состоялся 7 января), показали великолепные лётные качества У-2. Уже 29 марта 1928 года НТК ВВС постановил построить опытную серию У-2 из 6 экземпляров на заводе № 25 для опытной эксплуатации в лётных школах. К 29 октября 1929 года этот завод построил 25 У-2, из которых сдал заказчику 19 машин.
Осенью 1928 года У-2 и несколько других советских самолётов экспонировались на 3-й международной авиационной выставке в Берлине.
К концу 1928 года испытания опытной серии были закончены, после чего на ленинградском заводе № 23 началось развёртывание серийного производства. Два первых У-2 были выпущены заводом в мае 1929 года. С мая по сентябрь 1929 было построено 19 У-2.
В дальнейшем производство развивалось очень быстро. Например, только за 1933 год 23-й завод выпустил 1508 машин. Серийные самолёты отличались от второго экземпляра, в основном, изменённым капотом.

## Описание самолёта
За время производства самолёт У-2 много раз модернизировался и переделывался под различные задачи. Ниже даётся описание в основном учебно-тренировочной модели самолёта.
При написании раздела использовалась информация из следующих документов:
- «Техническое описание самолёта У-2 с мотором М-11». Государственное военное издательство, Москва, 1933 год.
- А. С. Вотинцев, П. В. Осипов, Л. Н. Турбин, Д. И. Гайсин. «Самолёт У-2. Пособие для курсантов и лётно-технического состава аэроклубов Осоавиахима». Редиздат ЦС ОСОАВИАХИМА СССР, Москва — 1939 год.
- «Курс боевой подготовки ночных бомбардировочных авиаполков на самолётах У-2» (КБП НБАП У-2). Военное издательство НКО, 1942 год. Утверждено начальником главного управления обучения, формирования и боевой подготовки ВВС КА ген. м-ром авиации Никитиным. Для служебного пользования.
- «Самолёт По-2ВС». Техническое описание. Государственное издательство оборонной промышленности, М-1946. Введено в действие Указанием № 534 главного инженера ВВС ВС СССР 6 августа 1946 года.
- «Краткое техническое описание подвесных кабин к самолёту У-2». Воениздат НКО СССР, 1942 год.

### Назначение самолёта
Самолёт У-2—М-11 — это учебный самолёт первоначального обучения. В незначительно изменённом виде самолёт использовался в сельскохозяйственной и лесной авиации, как административный самолёт, а также в других областях деятельности человека.

### Общие данные по конструкции самолёта
По схеме самолёт У-2 — одномоторный двухместный расчалочный биплан смешанной конструкции с мотором воздушного охлаждения М-11.

### Фюзеляж
Фюзеляж прямоугольной формы, сделан разъёмным из двух разных частей — передней и задней, и в целом выполнен как пространственная расчалочная ферма. Каркас фюзеляжа состоит из двух верхних и двух нижних брусов-лонжеронов прямоугольной формы, ряда вертикальных стоек и набора поперечин. Конструкционный материал каркаса — сосна. Соединения в каркасе выполнены на клею, также применяются шурупы и гвозди.
Передняя часть фюзеляжа частично расчалена, задняя часть расчалена 2-мм проволокой вся полностью.
Передняя часть фюзеляжа обшита 2-мм фанерой (в описании — «переклейкой») и оклеена льняным полотном марки А-16. Задняя часть фюзеляжа вся обшита полотном А-16 и имеет сверху съёмный обтекатель, выполненный из фанеры — гаргрот. Обе части фюзеляжа стыкуются вместе на четырёх стальных узлах. Весь фюзеляж в сборе покрыт пятью слоями эмалита — три слоя бесцветного лака и два слоя — цветного. Эмалит — это нитроцеллюлозный аэролак марки А1Н по ГОСТ 2699-44. Для сшивки элементов обшивки планера применялись льняные кручёные нитки «Моккей».
Для доступа к бензобаку верхний горизонтальный отсек передней фермы фюзеляжа закрыт легкосъёмным дюралевым капотом, в котором сделан лючок горловины бака.
К передней части фюзеляжа присоединяется моторная установка, отделённая от передней кабины противопожарной перегородкой, представляющей собой щит из двух листов дюраля толщиной 1 мм, склёпанных меж собой.
Снизу передней части фюзеляжа установлено двухопорное неубираемое колёсное шасси.

### Оборудование кабин
Экипаж из двух человек размещается в передней части фюзеляжа в двух открытых кабинах одна за другой. В них расположены конструктивно одинаковые регулируемые по высоте дюралевые сиденья с привязными ремнями, спаренные органы управления полётом, и приборы для контроля моторной установки и пилотажные. Передняя кабина предназначена для лётчика-инструктора, а задняя — для ученика. Лётчик-инструктор при необходимости может отключить от проводки управления органы управления полётом в кабине курсанта. В варианте лёгкого бомбардировщика экипаж У-2 состоял из лётчика — командира экипажа, и стрелка-бомбардира (штурмана). В сельскохозяйственном варианте самолёт был одноместным, а в задней кабине размещалась ёмкость под химикаты.
В санитарном варианте — самолёты С-1—М-11, и С-2—М11 предназначалась для перевозки одного больного на носилках и сопровождающего его медработника, либо двух сидячих больных. Носилки устанавливались на четыре кронштейна над хвостовой частью фюзеляжа и закрывались откидным гаргротом.
В пассажирском варианте У-2СП на самолёте имеются три одинаковые открытые кабины и одинарное управление.
Для защиты пилотов от ветрового потока обе кабины оборудованы козырьками, каждый из которых представляет собой склёпанную их двух частей дюралевую рамку, к которую вставлена пластинка из целлулоида.
На правой стойке кабана центроплана на стяжном хомуте установлено зеркало заднего обзора (на месте инструктора).
Для связи лётчика-инструктора и курсанта на самолёте был смонтирован переговорный аппарат односторонней связи в виде резинового шланга-звукопровода, рупора и наушника (потом двух рупоров и двух наушников).
Приборные доски. На доске лётчика-инструктора были смонтированы: тахометр А-2, термометр масла, манометр масла, указатель скорости, указатель поворота, часы АЧ (или АВР), вариометр, компас КИ-6 (КИ-10), высотомер, гидростатический бензиномер, насос бензиномера, термометр воздуха в воздухоприёмнике карбюратора, контрольный контакт (зажигание), переключатель магнето «Электрозавод» (ПОМ-3). Справа на полу кабины установлено пусковое магнето. В кабине курсанта были установлены следующие приборы: два рабочих контакта для двух магнето, манометр масла, указатель скорости, компас, указатель поворота, высотомер, вариометр.
Для питания анероидных приборов на правой стойке крыла была смонтирована трубка Пито.
Пневматический авиагоризонт АГ-1 на самолёт был установлен значительно позже. Питание авиагоризонта воздухом было организовано от двух трубок Вентури, справа и слева на обшивке фюзеляжа в струе винта.
На некоторых военных версиях самолёта за передней частью фюзеляжа на нижних лонжеронах монтировалась фотоустановка с аэрофотоаппаратом АФА-1Б, для чего в полу второй кабины было прорезано окно. Фотоустановка сделана вращающейся на 30 градусов в каждую сторону, управление штурвалом на левом борту фюзеляжа.
Также некоторые варианты самолёта оборудовались навигационным визиром НВ-5б для измерения углов сноса, путевой скорости, курсовых и вертикальных углов.

### Крыло
Бипланная одностоечная коробка крыльев включает сверху центроплан, две верхние и две нижние плоскости крыла, соединительные стойки из дюралевых труб, овальные ленточные расчалки и элероны. Верхнее крыло вынесено вперёд на 800 мм для улучшения аэродинамики самолёта, кроме того, так обеспечивается хороший обзор экипажу. Коробке крыльев придан поперечный V угол +5°. Профиль крыла — ЦАГИ-541.
Правые и левые консоли крыла установлены с разным установочным углом: левые с углом 2° 20′, а правые — 2° ровно. Такая установка служит для компенсации реактивного момента вращающегося винта и снижения кренящего момента.
Оба крыла прямоугольной формы, с закруглёнными законцовками.
Центроплан шарнирно соединён с верхними лонжеронами фюзеляжа при помощи стойки («кабана») и одним поперечным крестом лент-расчалок с каждой стороны. По конструкции центроплан состоит из двух деревянных лонжеронов коробчатого сечения, семи нервюр, стрингеров и распорок, одной внутренней расчалки и узлов крепления. В задней части центроплана имеется дугообразный вырез для лучшего обзора. Обшивка центроплана из полотна, покрытого эмалитом.
Плоскость крыла состоит из деревянного каркаса в виде двух коробчатых деревянных лонжеронов, стрингеров, нервюр, распорок, проволочной расчалки, передней кромки и заднего обода. Обшивка из полотна, покрытого эмалитом.

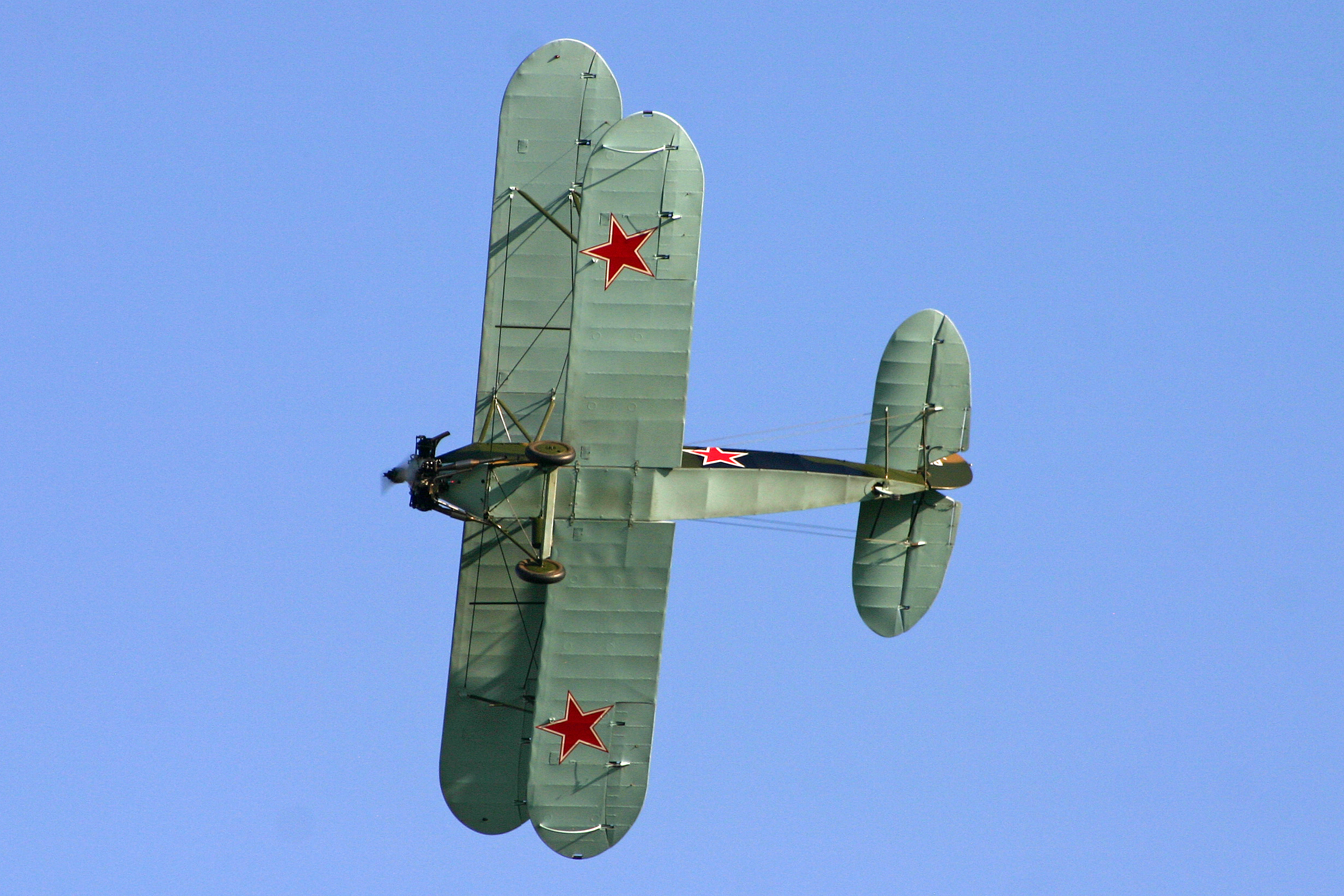

Верхние плоскости при помощи стальных накладок прикрепляются к центроплану. Нижние плоскости присоединяются к фюзеляжу. Все четыре плоскости крыла конструктивно одинаковы и взаимозаменяемы. Длина одной плоскости крыла 4,95 метра, площадь с элероном 7,725 м².
На каждой плоскости (верхней и нижней) было смонтировано по элерону. Все элероны по конструкции одинаковы и состоят из каркаса, включающего лонжерон, стрингер, семь нервюр, двух коробчатых раскосов, дюралевого обода и одного раскоса, предохраняющего элерон от скручивания. Обшивка элеронов из полотна. Верхние и нижние элероны соединены меж собой расчалочными лентами. Тросовая проводка управления элеронами проложена внутри крыла. Угол отклонения элеронов от нейтрали составляет ± 18°
Размах крыла:
- верхнего — 11,4 м
- нижнего — 10,654 м.

Общая площадь крыла с центропланом и элеронами — 33,150 м².

### Хвостовое оперение и шасси
Хвостовое оперение состоит из стабилизатора с рулями высоты и вертикального оперения — киля с рулём направления.
По форме стабилизатор с рулями выглядит как правильная криволинейная фигура, приближающаяся к эллипсу, с осью, перпендикулярной к продольной оси фюзеляжа. Весь стабилизатор цельный (не разрезной). Крепление выполнено на двух передних шарнирах, заднего переставного узла и 4-х подкосов, по два с каждой стороны.
Стабилизатор может регулироваться перестановкой угла установки путем регулировки длины задних подкосов. Заводская установка стабилизатора +2° 10′. Диапазон регулировок составляет от −3° 25′ до +2° 10′.
По конструкции стабилизатор состоит из двух деревянных лонжеронов, двух V-образных раскосов, двенадцати нервюр, четырёх крестов расчалок, обода из дюраля толщиной 0,8 мм и обтяжки из полотна, покрытого эмалитом.
Размах стабилизатора 4,708 м, площадь — 2,9 м². На санитарном варианте самолёта У-2С-1 стабилизатор управляемый в полёте.
Рулей высоты — два. Каждый из них подвешивается на трёх шарнирах с стабилизатору. По конструкции рули схожи с элеронами. Угол отклонения руля высоты от нейтрали составляет ± 18°. На самолётах выпуска после 15 июня 1945 года на каждом руле высоты установлено по триммеру с тросовым управлением из кабины пилота.
Киль служит для обеспечения путевой устойчивости самолёта и конструктивно является продолжением хвостовой части фюзеляжа. В плане имеет форму трапеции с косой передней кромкой. Каркас состоит из двух лонжеронов — переднего и заднего, трёх нервюр и фанерной обшивки. Киль установлен без смещения от строительной оси, его установочный угол 0°. Площадь киля — 0,34 м².
Руль направления большой площади с выступающей вперёд оси вращения площадкой, которая служит компенсатором усилий. Состоит из лонжерона, стрингера, шести нервюр, обода и укоса компенсатора. Каркас обтянут полотном и окрашен эмалитом. Руль направления крепится к килю на четырёх шарнирах. Угол отклонения руля вправо и влево от нейтрали — 18°. Площадь руля направления — 1,33 м².
Шасси самолёта — двухстоечное (шасси с хвостовой опорой), неубирающееся, с амортизацией из шнуровой резины. Отличается простотой конструкции, ремонтопригодностью и прочностью, что особенно важно для самолёта первоначального обучения, на котором курсанты допускают грубые посадки.
Каждая стойка состоит из двух V-образных ног из круглых стальных труб, в верхней части шарнирно соединённых с фюзеляжем, а внизу закреплённых на ось и расчаленных лентами. Трубы попарно образуют угол 49° 50′.
Задние подкосы ног состоят каждый из двух труб, вставленных одна в другую; на трубы надевается резиновый амортизационный шнур таким образом, что при посадке верхняя труба скользит внутри нижней и и при этом растягивается амортизационный шнур, который демпфирует толчки и удары. Для компенсации обратных ударов установлены резиновые буферы. При стоянке самолёта на земле и при его буксировке за хвост в заднюю трубу каждой стойки вставляется стопор, разгружающий амортизатор.
На переднем подкосе левой ноги имеется подножка-скребок.
Колёса самолёта — спицованные, состоят из обода и втулки. На обод монтируется пневматическая шина с камерой и покрышкой. Размер колеса 700×100 мм, давление в шине 2,5÷4 атм.
В зимнее время вместо колёс на самолёт можно поставить лыжи. Конструкция лыжи деревянная, состоит из полоза из лиственницы или ясеня, и каркаса, обтянутого полотном. Для придания лыже правильного положения она поддерживается шнуровыми амортизаторами. Длина лыжи — 2,2 м, ширина полоза лыжи — 0,334 м, опорная площадь обеих лыж составляет 0,98 м².
В задней части фюзеляжа самолёта смонтирован управляемый деревянный костыль с резиновой шнуровой амортизацией. Костыль соединён рычагами и пружинами с тросами управления рулём направления, и синхронно поворачивается вместе с рулём. В зимнее время к костылю крепится хвостовая подкостыльная лыжа.
Для перемещения самолёта в пределах аэродрома под костыль подводилась специальная двухколёсная тележка с дышлом (водило).

### Заправочные ёмкости
В стандартном варианте самолёта между мотором и кабиной были расположены два бензобака: верхний и нижний. Оба бака соединены меж собой трубкой. Нижний бак — расходный, из него бензин самотёком поступает в карбюратор. На верхнем баке имеется заправочная горловина. Общая ёмкость обоих бензобаков — 135 литров, что соответствует заправке 97,2 кг бензина с удельной плотностью 0,72.
Оба бензобака изготовлены из лужёного железного листа толщиной 0,6 мм. Внутри баков смонтированы перегородки с отверстиями для перетекания бензина. Для контроля уровня горючего в нижнем баке смонтирован гидростатический бензиномер «Пионер» (или поплавковый уровнемер).
На более поздних версиях самолёта вместо двух бензобаков ставился один бензобак ёмкостью 126 литров, изготовленный из листового оцинкованного железа. На военных версиях самолёта ставили бак на 200 литров.
Масляный бак изготовлен из лужёного железного листа толщиной 0,6 мм; размещается впереди первой рамы фюзеляжа под капотом. Полная заправочная ёмкость бака — 21,5 литра (19 кг масла), при нормальной заправке — 12 литров (полностью бак заправлять запрещено). В зимнее время минеральное масло разжижалось моторным топливом из расчёта 1,2 литра бензина на 8 литров масла (это мин. допустимое количество масла в баке перед полётом); также на маслобак одевался утеплительный чехол из брезента, подшитый шинельным сукном. Моторное масло минеральное типа АСС, с удельным весом 0,895÷0,906. Нормированный расход масла — 2 кг на час полёта.

### Управление
В каждой кабине установлена ручка продольно-поперечного управления и педали управления рулём поворота. Передача перемещений на рули выполнена проводкой из тросов и проволок. Соединение органов управления между кабинами выполнено с помощью трубчатых тяг, рычага и конусных пальцев. В кабине лётчика-инструктора на борту кабины смонтирован секторный механизм отключения курсанта от проводки управления.
Для управления мотором в обоих кабинках было смонтировано по сектору с тремя ручками управления: ручка управления дросселем карбюратора (нормальным газом), ручка управления высотным корректором и ручка управления опережением зажигания. На поздних сериях самолёта в кабине инструктора дополнительно по левому борту устанавливался рычаг управления заслонкой воздухоприёмника карбюратора. После установки на мотор автоматического опережения зажигания механизм ручного управления зажиганием не устанавливался.

### Винтомоторная группа

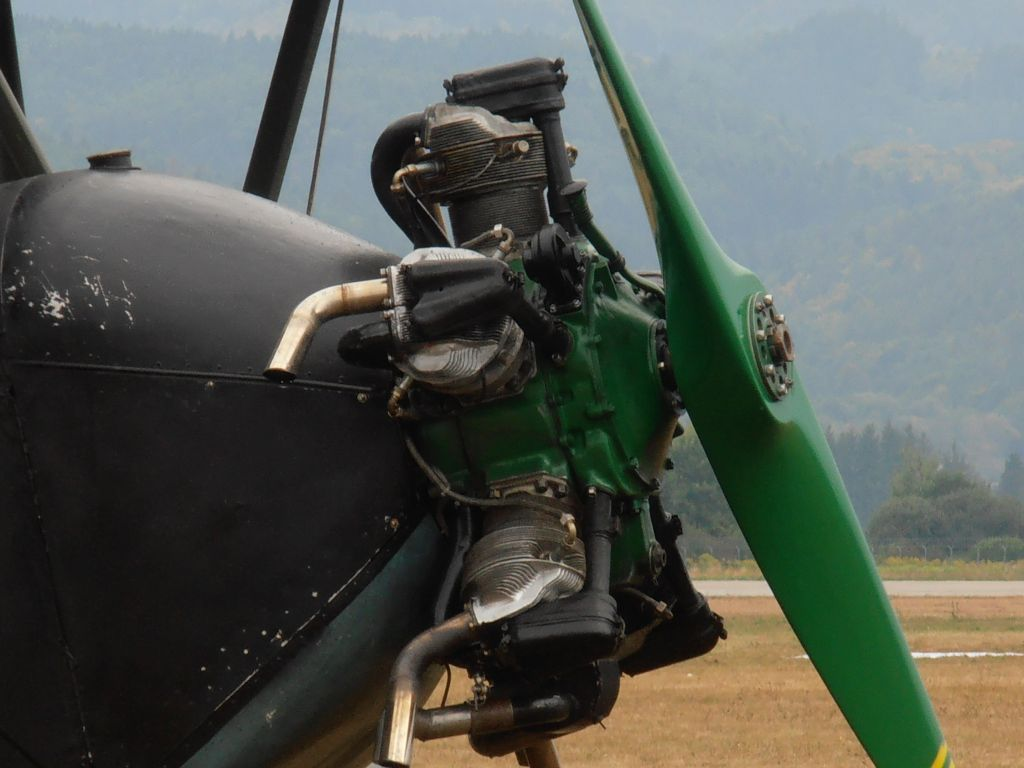

На У-2 устанавливался пятицилиндровый карбюраторный звездообразный четырёхтактный поршневой мотор воздушного охлаждения типа М-11, затем М-11Г, мощностью 100 лошадиный сил, с деревянным тянущим воздушным винтом правого вращения марки «314», «314А» или «257».
Мотор установлен в передней части фюзеляжа на пространственной ферменной мотораме, состоящей из шести стальных трубчатых подкосов и дюралевого кольца. Моторама крепится к фюзеляжу на четырёх узлах крепления. Картер мотора крепится десятью болтами к кольцу. Для большей жёсткости моторама расчалена двумя крестами стальных растяжек вверху и внизу.
Моторная установка вся, кроме головок цилиндров мотора, закрыта обтекателем, состоящим из верхнего, нижнего и двух боковых откидных капотов из дюраля. На нижнем капоте имеется съёмный люк для доступа к карбюратору.
Воздушный винт двухлопастной, фиксированного шага. Диаметр винта 2,4 метра, шаг винта 1,524 метра. Передача крутящего момента от мотора на винт — прямая (без редуктора).
Собственно винт изготовлен из деревянного пакета, склеенного из семи досок из разных пород дерева казеиновым клеем. После обработки лопасти винта обтягиваются полотном на клею. Ребро атаки лопастей частично защищается оковкой из листовой латуни на заклёпках с опайкой. Изготовленный винт покрывается масляной краской и сверху — лаком. На винт наносится маркировка: тип самолёта и мотора, диаметр, шаг и вес винта (вес в пределах 9-12 кг, зависит от дерева), дата выпуска, номер завода-изготовителя и номер винта.
Мотор самолёта запускается путем проворачивания воздушного винта за лопасть руками техника или моториста. Также был предусмотрена раскрутка винта от аэродромного автостартера на базе грузового автомобиля.
Для облегчения процесса запуска мотора в передней кабине был смонтирован механический заливной плунжерный насос подкачки. Перед запуском мотора лётчик насосом подавал некоторое определённое количество бензина в кольцевую смесительную камеру мотора.
Данные по мотору М-11Г:
- число цилиндров — пять
- диаметр цилиндра — 125 мм
- ход поршня — 140 мм
- порядок зажигания цилиндров — 1-3-5-2-4
- степень сжатия — 5
- мощность номинальная — 100 л. с.
- мощность взлётная 110 л. с.
- эксплуатационная мощность — 90 л. с.
- обороты мотора при номинальной мощности — 1580÷1600 об/мин
- обороты мотора при максимальной мощности — 1650÷1670 об/мин
- обороты малого газа — 350 об/мин
- тип карбюратора — сдвоенный К-11 (или спаренный «Зенит», «Клодель»)
- моторное горючее — грозненский авиабензин (неэтилированный авиационный бензин Б-70)
- система смазки — замкнутая циркуляция масла под давлением
- расход горючего макс. — 0,25 кг на л. с. в час
- расход масла макс. — 0,025 кг на л. с. в час
- сухой вес мотора в сборе — 165 кг

### Электрооборудование
На самолёте У-2 использовалось до предела упрощённое электрооборудование, которое состояло только из системы искрового зажигания мотора. Включала: 10 свечей (по две на цилиндр), два рабочих магнето, одно пусковое магнето, пять тумблеров (четыре у инструктора и один у курсанта). Рабочие магнето подают электричество на свечи при работающем моторе. Для искрообразования при запуске мотора служит пусковое магнето, ручку которого вручную вращает лётчик в передней кабине.
Управление сразу обоими рабочими магнето из кабины курсанта было возможно только при включении соответствующего тумблера в кабине инструктора. Инструктор может для проверки свечей выключать рабочие магнето поочерёдно. Электропроводка от кабины к мотору была проложена в коробчатом желобе из фанеры, закреплённом на дюралевых хомутах по правому борту внутри фюзеляжа.
Позднее (с 1936 года?) на самолёты добавили освещение приборов, аэронавигационные огни, подогрев часов и трубки Пито; предусматривалась установка посадочной фары мощностью 100 Вт (под заказ). Источником электроэнергии является бортовой 12 вольтовый аккумулятор, генератора на борту самолёта — нет.
На военные версии самолёта монтировали сеть на 24 вольта, посадочную фару ФЗС-155 мощностью 120 ватт, освещение кабин, АНО, обогрев часов и Пито. Для питания потребителей применялся аккумулятор 12А10, ёмкостью 10 ампер-час. Ёмкость аккумулятора была рассчитана на двухчасовой ночной полёт.

### Подвесные кабины
На самолёт У-2 были разработаны деревянные подвесные кабины, крепящиеся парно-симметрично к лонжеронам нижнего крыла. Каждая кабина позволяла транспортировать одного-двух человек (в положении сидя) или какой-либо груз. При собственном весе кабины 16÷18 кг её конструкция допускала вес нагрузки до 200 кг. В зависимости от типа мотора, установленного на самолёте, в каждую кабину можно было поместить:
- с мотором М-11 — по одному пассажиру и груз 50 кг, всего до 150 кг
- с мотором М-11Г — по два пассажира или груз до 200 кг.

Разрешалась перевозка любого груза: любого вооружения, снаряды, боеприпасы, горючее, продукты питания и проч. С установленными на самолёт кабинами запрещался сложный пилотаж.

### Комплект поставки
Завод-изготовитель поставлял самолёт заказчику в разобранном виде, упакованный в транспортировочную тару — деревянный ящик, предназначенный для транспортировки железнодорожным транспортом (на открытой платформе). Сборка и регулировка самолёта на месте ложилась на плечи заказчика.
К каждому самолёту шёл одиночный комплект запасных частей и инструмента — в основном это детали, изнашивающиеся при нормальной эксплуатации самолёта и требовавшие замены с течением времени.
При массовой поставке самолётов в организации полагался групповой ремонтный комплект ЗИП 1/6 (затем 1/10), то есть к каждому шестому (десятому) самолёту шли запчасти для ремонта возможных повреждений самолёта при эксплуатации.

### Особенность эксплуатации
Так как самолёт У-2 — это лёгкий деревянный летательный аппарат, то не рекомендовалось хранение самолёта и даже разовая ночёвка под открытым небом, настоятельно требовался крытый ангар или временное быстровозводимое укрытие, защищающее самолёт от осадков и порывов ветра, а при временном размещении использовались любые доступные укрытия в виде навеса, палатки, стены здания или забора. В случае же невозможности крытого хранения самолёт каждый раз требовал швартовки фюзеляжа и коробки крыльев посредством верёвок к вбитым в грунт к кольям (штопорам). Винт, капот мотора и кабина экипажа чехлились брезентовыми чехлами. Деревянная конструкция требовала защиты самолёта от атмосферных осадков и сырости, даже после выпадания утренней росы самолёт требовалось протереть сухой чистой ветошью и просушить. Даже непродолжительное хранение самолёта под открытым небом действовало на конструкцию чрезвычайно разрушающе: растрескивался лак, коробилось и отставало фанерное покрытие, матерчатое покрытие теряло натяжку и т. п.
Периодические работы по самолёту У-2 выполнялись через каждые 30 часов налёта и заключались в проверке и подрегулировке геометрии коробки крыльев, хвостового оперения; замерам отклонения рулей; проверки натяжения всех лент и растяжек; проверки управления; осмотру и ремонту полотняной обшивки и покрытия. На 30-и часовые работы отводился один рабочий день. Также делались следующие операции:
- Проверка и очистка бензиновых фильтров каждые 10 часов налёта
- Проверка работы бензопитания каждые 20 часов налёта
- Замена моторного масла каждые 50 часов налёта.

На У-2 регламентом предусматривались периодические полугодовые работы по переводу самолётов на сезонную эксплуатацию (на зимний или летний период).
В зимнее время при низких температурах наружной среды для прогрева картера мотора специально для самолёта У-2-М-11 был разработан аэродромный подогреватель, изготавливаемый в аэродромных мастерских по чертежам разработчика. Источником тепла в этом подогревателе выступала стандартная бензиновая паяльная лампа. Использовались и другие, в том числе кустарно изготовленные моторные подогреватели.

### Лётно-технические характеристики
Геометрические и весовые данные:
- Общая длина самолёта — 8,17 м
- Макс. высота в линии горизонта — 2,9 м
- Размах по верхнему крылу — 11,4 м
- Ширина колеи шасси — 1,65 м
- Масса пустого учебного самолёта на колёсном шасси — 655,0 кг
- Масса полезной нагрузки — 287 кг
- Бензин — 97 кг
- Масло — 14 кг
- Вес экипажа с парашютами — 176 кг
- Полный вес снаряженного самолёта в среднем — 942 кг[11]
- Нормальный полётный вес — 1050 кг

Лётно-технические характеристики
Скорость:
- отрыва — 75÷80 км/ч
- подъёма — 85÷90 км/ч
- крейсерская — 100÷120 км/ч
- максимальная — от 130 до 150 км/ч
- планирования — 85÷90 км/ч

Потолок — 3800 м.
Дальность беспосадочного перелёта (по топливу) — 350—400 км.
Радиус действия — 200÷250 км
Продолжительность полёта — 4÷4,5 часа

### Отличия самолёта По-2ВС
По-2 (У-2)ВС — вооружённый самолёт.
По-2ВС не отличается от конструкции учебного самолёта.
На самолёт установлено следующее дополнительное оборудование: шесть подфюзеляжных держателей, шкворневая установка, коллиматорный прицел со сбрасывателем, аккумуляторная электросеть.
Максимальный вес бомбовой нагрузки — 300 кг.
Геометрические и весовые данные:
- Общая длина самолёта — 8,17 м
- Макс. высота в линии горизонта — 2,9 м
- Размах по верхнему крылу — 11,4 м
- Ширина колеи шасси — 1,674 м
- Масса пустого самолёта — 766,0 кг
- Масса полной нагрузки — 584 кг
- Масса полезной нагрузки — 484 кг

Лётно-технические характеристики:
Скорость:
- максимальная горизонтальная у земли[13] — 130 км/ч
- на высоте 1000 м — 120 км/ч
- посадочная — 65÷75 км/ч

Практический потолок:
- с полётным весом 1050 кг — 3400 м
- с полётным весом 1350 кг — 1550 м

Эксплуатационные ограничения из условий прочности:
- максимально допустимый полётный вес не должен превышать 1350 кг
- запрещается высший пилотаж с полётным весом более 1050 кг
- максимальная скорость планирования (без нагрузки) не должна превышать 170 км/ч
- максимальная скорость планирования (с нагрузкой) не должна превышать 150 км/ч
- допустимый крен не более 45°

## Производство и эксплуатация
У-2 имел широкий спектр применения в сельском хозяйстве, связи и других областях. Существовали штабные, санитарные, предназначенные для аэрофотосъёмки, пассажирские, поплавковые и многие другие модификации. В 1932 году был разработан учебно-боевой вариант У-2 (У-2ВС), который мог брать с собой шесть 8-килограммовых бомб на держателях, а в задней кабине машины располагалась стрелковая точка с пулемётом ПВ-1.
В 1930-х годах У-2 производили и ремонтировали ленинградские заводы № 23 и № 47. В связи с освоением новых типов самолётов заводом № 23, производство У-2 было передано на новый ленинградский авиационный завод № 387, который стал выпускать У-2 с апреля 1941 года.
С началом Великой Отечественной войны имевшиеся стандартные варианты У-2 стали переделывать в лёгкие ночные бомбардировщики. Доработка проводилась как в ОКБ Поликарпова, так и на серийных заводах и в действующей армии силами инженерно-технического состава строевых частей и авиаремонтных мастерских. Вследствие этого конструкция боевого У-2 имела большое количество различных вариантов. Бомбовая нагрузка варьировалась от 100 до 350 кг.
Относительно тихий ночной бомбардировщик производил в том числе и психологическое воздействие на врага. Солдаты вермахта называли его «ночной фельдфебель» (потому, что не давал спать по ночам) и «Железный Густав», так как архаичный биплан казался неуязвимым для расчётов ПВО.
Также в годы Великой Отечественной войны У-2 и его модификации производились на заводах: № 464 (г. Долгопрудный), № 471 (г. Шумерля), № 494 (г. Козловка). В Москве на авиазаводе № 51 строились модифицированные самолёты У-2: на поплавках, и также специальные — для ведения радиопередач с воздуха.
Лётные качества У-2 в зависимости от того, для каких целей применялся самолёт, и какие изменения вносились в его оборудование, варьировались, но во всех случаях самолёт оставался надёжным, лёгким и послушным в управлении: для улучшения пилотажных характеристик на самолёте применён увеличенный руль направления. У-2 мог совершать взлёт и посадку на самых малых аэродромах и даже на неподготовленных площадках.
| Модель          | Производитель        | 1929 | 1930 | 1931 | 1932 | 1933 | 1934 | 1935 | 1936 | 1937 | 1938 | 1939 | 1940 | 1941 | 1942 | 1943 | 1944 | 1945 |
| --------------- | -------------------- | ---- | ---- | ---- | ---- | ---- | ---- | ---- | ---- | ---- | ---- | ---- | ---- | ---- | ---- | ---- | ---- | ---- |
| У-2 (По-2), ВС* | № 23 (Ленинград)     | 28   | 89   | 283  | 942  | 1381 | 1100 | 327  | 968  | 1782 | 2016 | 1584 | 472  |      |      |      |      |      |
| У-2 (По-2), ВС* | № 387 (Ленинград)    |      |      |      |      |      |      |      |      |      |      |      | 50   | 826  |      |      |      |      |
| У-2 (По-2), ВС* | № 387 (Казань)       |      |      |      |      |      |      |      |      |      |      |      |      | 419  | 2225 | 2733 | 3045 | 2094 |
| У-2 (По-2), ВС* | № 463 (Рязань)       |      |      |      |      |      |      |      |      |      |      |      |      |      |      |      |      | 7    |
| У-2 (По-2), ВС* | № 464 (Долгопрудный) |      |      |      |      |      |      |      |      |      |      |      |      |      |      | 71   | 736  | 557  |
| У-2 (По-2), ВС* | № 471 (Шумерля)      |      |      |      |      |      |      |      |      |      |      |      |      |      |      | 53   | 657  | 417  |
| С-1             | № 23 (Ленинград)     |      |      |      |      |      | 50   | 44   | 5    |      |      |      |      |      |      |      |      |      |
| С-2, По-2С      | № 23 (Ленинград)     |      |      |      |      |      |      |      |      |      |      |      | 365  | 5    |      |      |      |      |
| С-2, По-2С      | № 387 (Ленинград)    |      |      |      |      |      |      |      |      |      |      |      |      | 15   |      |      |      |      |
| С-2, По-2С      | № 387 (Казань)       |      |      |      |      |      |      |      |      |      |      |      |      |      |      |      |      | 61   |
| С-2, По-2С      | № 471 (Шумерля)      |      |      |      |      |      |      |      |      |      |      |      |      |      |      |      |      |      |
| С-2, По-2С      | № 494 (Козловка)     |      |      |      |      |      |      |      |      |      |      |      |      |      | 18   | 270  | 695  | 427  |
| ВС              | № 23 (Ленинград)     |      |      |      |      |      |      | 170  | 298  |      |      |      |      |      |      |      |      |      |
| СП              | № 23 (Ленинград)     |      |      |      |      |      | 101  | 116  | 118  | 160  | 210  | 126  |      |      |      |      |      |      |
| АП, По-2А       | № 23 (Ленинград)     |      | 17   | 55   | 171  | 127  | 169  | 26   | 270  | 50   | 100  | 125  | 125  |      |      |      |      |      |
| АП, По-2А       | № 463 (Рязань)       |      |      |      |      |      |      |      |      |      |      |      |      |      |      |      |      | 3    |
| Всего           | Всего                | 28   | 106  | 338  | 1113 | 1508 | 1420 | 683  | 1659 | 1992 | 2326 | 1835 | 1012 | 1265 | 2243 | 3127 | 5133 | 3566 |

*В варианте ВС в 1941—1945 годах было выпущено 11918 самолётов:
| 1941 | 1942 | 1943 | 1944 | 1945 | Всего |
| ---- | ---- | ---- | ---- | ---- | ----- |
| 1009 | 2130 | 2812 | 4382 | 1585 | 11918 |

| Модель         | Производитель          | 1946 | 1947 | 1948 | 1949 |
| -------------- | ---------------------- | ---- | ---- | ---- | ---- |
| По-2           | № 387 (Казань)         | 646  | 61   |      |      |
| По-2           | № 168 (Ростов-на-Дону) |      |      | 49   |      |
| По-2А          | № 387 (Казань)         | 100  | 99   |      |      |
| По-2А          | № 463 (Рязань)         | 98   |      |      |      |
| По-2А          | № 168 (Ростов-на-Дону) |      | 204  | 435  | 609  |
| По-2С          | № 387 (Казань)         | 370  | 101  |      |      |
| По-2 «Лимузин» | № 387 (Казань)         | 10   |      |      |      |
| По-2 «Лимузин» | № 168 (Ростов-на-Дону) |      |      | 81   |      |
| Всего          | Всего                  | 1224 | 465  | 565  | 609  |

В ГВФ СССР По-2 активно эксплуатировались в качестве почтовых и связных самолётов, до массового появления вертолётов и самолётов Ан-2. В качестве учебных машин летных училищ гражданской авиации и в сельском хозяйстве в качестве распылителей удобрений и ядохимикатов, в качестве санитарного авиатранспорта. Со второй половины 1950-х начался постепенный вывод из эксплуатации в основном уже машин производства послевоенных лет, завершившийся к 1960-м годам.

### Стоимость
Самолёт По-2 (М-11Д) производства завода № 464, без мотора, отпускался по цене за одно изделие 44500 рублей (цены за второй квартал 1945 года).

## Модификации самолёта
- У-2ЛШ — лёгкий штурмовик; большое количество предвоенных самолётов было переделано в этот стандарт; вооружён одним пулемётом ШКАС калибра 7,62 мм, имел крепления для 120 кг бомб плюс рельсовые направляющие для четырёх реактивных снарядов РС-82.
- У-2ЛНБ — лёгкий ночной бомбардировщик, производился начиная с 1941 г.
- У-2ВС — основной самолёт связи советских ВВС, также использовался старшим командным составом; более 9000 экземпляров находилось на службе в 1945 г. под новым обозначением По-2ВС.
- У-2 ГН — «голос неба».

| Экипаж                | 2 чел.    |
| Максимальная скорость | 150 км/ч  |
| Посадочная скорость   | 65 км/ч   |
| Практический потолок  | 3820 м    |
| Дальность полёта      | 400 км    |
| Мощность (М-11Д)      | 115 л. с. |
| Запас топлива         | 90 кг     |
| Длина самолёта        | 8,17 м    |
| Высота самолёта       | 3,1 м     |
| Размах крыла          | 11,4 м    |
| Площадь крыла         | 33,15 м2  |
| Масса пустого         | 635 кг    |
| Взлётная масса        | 890 кг    |
| Разбег                | 70 м      |
| Пробег                | 120 м     |

- У-2АП — сельскохозяйственная модификация на который устанавливался аэроопылитель для распыления удобрений и ядохимикатов.
- У-2М — выпущенный небольшой серией гидросамолёт.
- У-2СП — трёхместный (2 пассажира) самолёт специального применения.
- У-2Л — вариант с комфортабельной закрытой кабиной.
- С-1 — самолёт санавиации с отсеком для больного на носилках в фюзеляже (1934—1938 гг.) с мотором М-11А.
- С-2 — вторая версия самолёта санавиации (1940—1945 гг.) с мотором М-11Д.

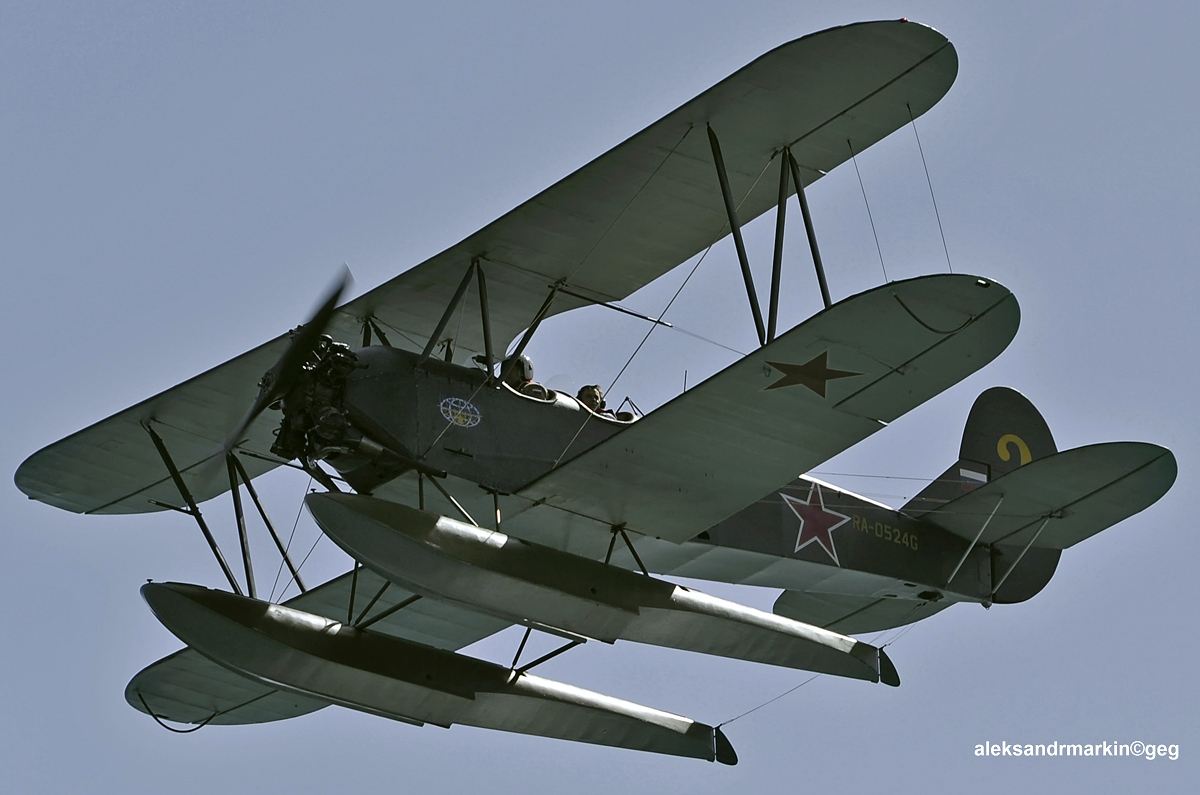
Гидросамолёт

## Боевое применение
… Отдельные эскадрильи связи могли быть приданы и штабам сухопутных войск. Обслуживание таких эскадрилий возлагалось на воздушные армии, в зоне ответственности которых они находились. Для выполнения заданий использовались самолёты У-2, Р-5, УТ-1 и УТ-2.
…
В 1943 году немецкие разведывательные самолёты часто сталкивались с русскими самолётами связи в районах железных дорог, служивших для них хорошим ориентиром. Грязная серо-зелёная окраска отлично маскировала такие машины, особенно в сложных метеоусловиях, когда небо было затянуто тучами. В ясную погоду их можно было идентифицировать по резко очерченным формам.
Русские пилоты умело использовали наземные ориентиры для прокладки курса. На таких самолётах задняя кабина часто оснащалась пулемётом на вращающейся турели для защиты от атак немецких истребителей с хвостовой части. При обнаружении немецких истребителей, русские лётчики пытались уйти резкими манёврами, скрыться среди просек леса, прятаться позади деревьев или деревень. Немцам удавалось сбивать такие самолёты, только если они застигали русского пилота врасплох, зайдя с хвоста и резко снижая высоту и скорость.
У-2 имел ряд достоинств. Во-первых, он был исключительно простым и дешёвым в производстве и эксплуатации, легко ремонтировался, что делало его производство крайне выгодным для СССР, в котором именно дешевизна и простота техники имели особое значение. Во-вторых, самолёт был очень прост в управлении, и даже неопытный лётчик мог свободно летать на нём. У-2 «прощал» пилоту многие ошибки, которые на другом самолёте неизбежно привели бы к аварии. По этой причине именно У-2 был основным учебным самолётом советских ВВС. Например, машину почти невозможно было ввести в штопор; в случае, если лётчик отпускал рули управления, самолёт начинал планировать со скоростью снижения 1 метр в секунду и, если внизу оказывалась ровная поверхность, мог самостоятельно сесть на неё. Наконец, У-2 мог совершать посадку и подниматься в воздух буквально с грунтового «пятачка» — крайне малым местом для разбега, что делало его незаменимым для связи с партизанами. В-третьих, У-2 обладал низкой скоростью и поэтому мог летать на небольших высотах, тогда как более скоростные самолёты рисковали при этом врезаться в холмы, деревья, складки местности. Пилоты люфтваффе вскоре выяснили, что кукурузник чрезвычайно трудно сбить из-за двух основных факторов: пилоты У-2 летали на уровне верхушек деревьев, где они были трудно различимы и труднодоступны и также скорость сваливания немецких истребителей таких как например Messerschmitt Bf 109 и Фокке-Вульф Fw 190 была аналогична максимальной скорости У-2, что усложняло задачу удерживания У-2 в диапазоне оружия истребителя в течение достаточного времени.
По-2 — единственный биплан, официально одержавший победу в бою с реактивным самолётом: 15 апреля 1953 года американский боевой самолёт Lockheed F-94 Starfire был потерян при попытке перехвата корейского По-2. Истребитель был вынужден снизить скорость ниже 161 км/ч при попытке занять позицию позади По-2, что привело к его сваливанию на землю и «победе» биплана.
Это позволяло использовать машину для штурмовок и бомбардировок вражеских позиций, хотя боевые вылеты производили, как правило, ночью, так как днём самолёт становился лёгкой добычей для истребителей противника и мог быть сбит наземным огнём даже из стрелкового оружия. Все эти достоинства У-2 привели к тому, что он широко применялся в ВВС СССР в качестве ночного бомбардировщика, самолёта разведки и связи.

### Ночной бомбардировщик
Впервые У-2 использовал в качестве бомбардировщика пилот ГВФ Юго-Западной авиагруппы П. С. Бевз, воевавший под Одессой. Осталось неизвестным, проводилось ли при этом дооборудование самолёта бомбовооружением, либо сброс мелких осколочных бомб и гранат производился вручную; и кем производился сброс — самим пилотом или бомбардиром, находившимся во второй кабине.
У-2 широко применялись для так называемых «беспокоящих налётов» по ночам на прифронтовые расположения войск противника.
Места базирования У-2 лежали на удалении до 150 км от линии фронта, и совершать с них интенсивные полёты чаще всего было неудобно. Поэтому всю боевую работу ночные бомбардировочные полки выполняли с аэродромов подскока, располагавшихся в 20—35 км от передовой. Днём эти площадки пустовали, а к вечеру на них перелетали самолёты.
Основными боеприпасами, сбрасываемыми с У-2, были фугасные бомбы ФАБ-100 и ФАБ-50. На бомбардировщик подвешивалось либо две «сотки», либо 4 бомбы калибра 50 кг. Кроме того, при бомбометании использовались ампулы, снаряжённые смесью «КС». Их загружали в фанерные кассеты со взрывателем. На заданной высоте после сброса взрыватель срабатывал, кассета открывалась, и шарики рассеивались на значительной площади, выжигая всё при падении на землю. Кроме этого, использовались зажигательные бомбы ЗАБТООтш (с термитными шарами) и ЗАБ-50 (с твёрдым горючим). Из осколочных бомб применялись АО-2,5; АО-10 и с 1943 года — АО-25-35, особенно активно в начале войны и при полётах на дальние расстояния. Из нелетальных боеприпасов применялись осветительная авиабомба САБ-100 и агитационная АГБ-100.
Одна из тактик заключалась в том, что лёгкие бомбардировщики подходили к цели с установленными на малый газ двигателями или на сверхмалой высоте, благодаря чему оставались незаметными для средств ПВО противника до самого последнего момента.
Стремясь избежать потерь от зенитного огня, в полках У-2 опробовали новую тактику. Головной самолёт, ведомый лётчиком с отличной техникой пилотирования, провоцировал немецкую ПВО на обстрел. Когда же зажигались прожекторы и зенитки открывали огонь по маневрирующему У-2, экипаж второго бомбардировщика заходил на позиции ПВО с тыла, приглушал мотор и, идя со снижением, сбрасывал на прожектористов и зенитчиков осколочные бомбы либо обстреливал их из ШКАСа. В 271 НБАД, кроме того, была разработана и применялась в бою бортовая установка PC для стрельбы по зенитным средствам противника. После подобной «обработки» бомбардировщики, следовавшие за ведущей парой, имели над целью меньше трудностей.
Несмотря на небольшую бомбовую нагрузку, подобные бомбардировки имели определённый эффект. С малой высоты бомбометание производилось с очень высокой точностью, несмотря даже на тёмное время суток и примитивные средства прицеливания. После сброса бомб бомбардировщик пытался быстро уйти, набирая максимальную скорость.
Результаты боевой деятельности У-2 впечатляли. К примеру, штурман звена 97-го гвардейского ночного бомбардировочного авиационного полка гвардии лейтенант Герой Советского Союза Василий Дмитриевич Кизь совершил 640 боевых вылетов, взорвал 27 складов с горючим и боеприпасами, разрушил 7 ДОТов, наблюдательный пункт, 168 зданий и сооружений, уничтожил 24 автомашины и 4 самолёта на земле. При этом отдельные лётчики имели на своём счету более 800 боевых вылетов, а некоторые (Герой Советского Союза Ирина Фёдоровна Себрова) — более тысячи.
В особо напряжённые ночи наземные команды обеспечивали до 12 боевых вылетов каждого У-2. Число полётов зависело от продолжительности тёмного времени суток.
По воспоминаниям советских пилотов, летавших на У-2, после заводской доработки самолёта в 1942 году бомбовая нагрузка была существенно увеличена — до 250 кг (в отдельных случаях — до 500 кг), вылеты производились иногда до четырнадцати раз за ночь. «Kaffeemühle» (кофемолка), «Nähmaschine» (швейная машина, из-за типичного звука мотора) — так солдаты вермахта называли У-2, доставлявшие массу хлопот для противника в прифронтовой полосе.
В 1943 году число полков, вооружённых самолётами У-2, достигло максимума — на фронте действовало до 70 авиаполков ночных бомбардировщиков и разведчиков .
У-2 мог действовать и в самых неблагоприятных погодных условиях. Так, в феврале 1944 года в крайне сложных погодных условиях У-2 нанесли удар противотанковыми бомбами по колонне бронетехники противника в районе города Корсунь-Шевченковский. В результате этого авиаудара была сорвана последняя попытка немцев вырваться из окружения.
Большую роль сыграли полки «ночников» (как называл их главком 4-й воздушной армии К. А. Вершинин) в Новороссийской операции (889-й Новороссийский ночной легкобомбардировочный авиационный полк) и всех десантных операциях 1943—1944 годов в Крыму.

### Самолёт-разведчик и самолёт связи
Но основными по использованию, конечно, были функции разведчика и самолёта связи. Также имелся и санитарный вариант самолёта.
Благодаря способности взлетать с любой площадки, самолёт широко использовался при работе с партизанами. Активно он применялся для эвакуации населения. В феврале 1943 года во время «Освейской трагедии» на У-2 вывозилось до нескольких десятков пассажиров за рейс (в основном, детей).
Кроме того, самолёты У-2 использовались для сброса с парашютом небольших диверсионных и разведывательных групп.
У-2 активно использовался в Корейской войне в качестве лёгкого бомбардировщика и штурмовика.

### Женщины-лётчицы
Осенью 1941 года в ВВС СССР было начато формирование авиационных частей, укомплектованных женщинами.
Один из женских авиаполков имел на вооружении самолёты У-2:
- 46-й («Таманский») гвардейский ночной бомбардировочный авиаполк.

23 лётчицы, воевавшие на У-2, удостоены звания Героя Советского Союза.

## Существующие на данный момент[какой?]реплики самолёта По-2 в лётном состоянии

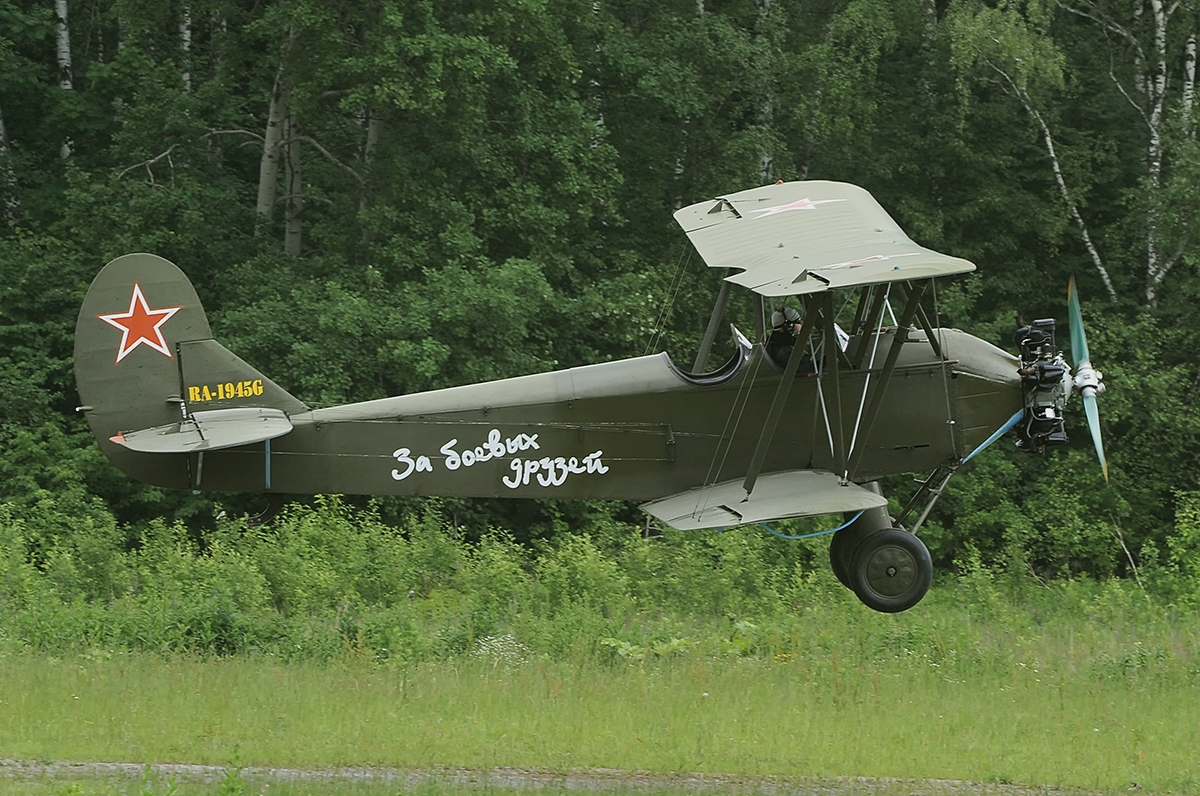
RA-1945G в 2010 г.

- г. Самара. Рег. RA-1945G. Построен в 2007 году Евгением Смирновым и Анатолием Шляхно с двигателем М-11ФР.
- г. Новосибирск Рег. RA-2508G., RA-2921G. Оба самолёта-реплики построены в г. Новосибирске силами аэродрома Мочище и НГТУ.
- г. Москва. Рег. RA-0790G.
- г. Харьков, аэродром Коротич.
- г. Минск, аэроклуб «Липки».
- г. Запорожье, музей В. Богуслаева, оригинал, выставлен 9 мая 2020 г.(Ред. Польский Ф. В.)

## Герои Советского Союза, воевавшие на У-2
1. Аронова Раиса Ермолаевна (1920—1982) гвардии лейтенант, старший лётчик 46-го гвардейского ночного бомбардировочного авиационного Таманского Краснознаменного полка.
2. Бахвалов Георгий Павлович (1914—1974) капитан, старший лётчик-наблюдатель 11-го отдельного разведывательного авиационного полка, войну начинал в 128-м ближнебомбардировочном полку на У-2.
3. Белик Вера Лукьяновна (1921—1944) гвардии лейтенант, штурман звена 46-го гвардейского ночного бомбардировочного авиационного Таманского Краснознаменного полка.
4. Волков Иван Степанович (1915—1989) гвардии капитан, штурман эскадрильи 60-го гвардейского Сталинградского бомбардировочного полка.
5. Гашева Руфина Сергеевна (1921—2012) гвардии старший лейтенант, штурман эскадрильи 46-го гвардейского ночного бомбардировочного авиационного Таманского Краснознаменного полка.
6. Гашков Алексей Вениаминович (1918—1980) лейтенант, штурман звена 386-го ночного бомбардировочного авиационного полка.
7. Гельман Полина Владимировна (1919—2005) гвардии старший лейтенант, начальник связи авиационной эскадрильи 46-го гвардейского ночного бомбардировочного авиационного Таманского Краснознаменного полка.
8. Голдобин Николай Иванович (1921—1956) гвардии старший лейтенант, заместитель командира эскадрильи 61-го гвардейского ночного бомбардировочного авиационного полка.
9. Гуторов Михаил Иванович (1919—1997) гвардии капитан, командир эскадрильи 98-го отдельного корректировочного разведывательного авиационного полка.
10. Девятаев Михаил Петрович (1917—2002) гвардии старший лейтенант, командир звена 104-го гвардейского истребительного авиационного полка, в 1941—1944 годах воевал на У-2 бомбардировочной и санитарной модификаций.
11. Ерофеевский Африкант Платонович (1917—1976) майор, командир эскадрильи 717-го ночного бомбардировочного полка.
12. Жигуленко Евгения Андреевна (1920—1994) гвардии лейтенант, командир звена 46-го гвардейского ночного бомбардировочного авиационного Таманского Краснознаменного полка.
13. Заевский Виктор Антонович (1909—1977) капитан, заместитель командира эскадрильи 392-го ночного бомбардировочного авиационного полка.
14. Зайцев Алексей Дмитриевич (1914—1995) старший лейтенант, помощник командира 707-го ночного бомбардировочного авиационного полка.
15. Зумбулидзе Борис Захарович (1905—2000) подполковник, командир 406-го ночного бомбардировочного авиационного полка.
16. Кизь Василий Дмитриевич (1922—1996) гвардии лейтенант, штурман звена 97-го гвардейского ночного бомбардировочного авиационного полка.
17. Ковалёв Тимофей Алексеевич (1918—1981) майор, командир эскадрильи 15-го ночного бомбардировочного авиационного полка.
18. Константинов Владимир Фёдорович (1921—1979) гвардии старший лейтенант, штурман звена 25-го гвардейского ночного бомбардировочного авиационного Московского полка.
19. Лагунов Николай Иванович (1921—2000) гвардии майор, штурман звена 97-го гвардейского ночного бомбардировочного авиационного полка.
20. Лакатош Владимир Павлович (1923—2014) младший лейтенант, штурман звена 392-го ночного бомбардировочного авиационного полка.
21. Лахтин Борис Александрович (1920—1987) гвардии лейтенант, летчик 62-го гвардейского отдельного авиационного полка ГВФ.
22. Летучий Александр Яковлевич (1908—2002) полковник, командир 734-го ночного бомбардировочного авиационного полка, 646-го ночного бомбардировочного авиационного полка и 208-й ночной бомбардировочной авиационной дивизии.
23. Макарова Татьяна Петровна (1920—1944) гвардии лейтенант, командир звена 46-го гвардейского ночного бомбардировочного авиационного Таманского Краснознаменного полка.
24. Маликов Илья Антонович (1921—1990) старший лейтенант, командир звена 128-го бомбардировочного полка, 2 месяца служил в эскадрильи связи.
25. Мартынов Алексей Петрович (1920—1994) гвардии капитан, заместитель командира эскадрильи 45-го гвардейского ночного бомбардировочного авиационного Варшавского Краснознамённого ордена Суворова 3-й степени полка.
26. Меклин Наталья Фёдоровна (1922—2005) гвардии лейтенант, старший лётчик 46-го гвардейского ночного бомбардировочного авиационного Таманского Краснознаменного полка.
27. Михаленко Константин Фомич (1920—2011) гвардии старший лейтенант, командир звена 45-го гвардейского ночного бомбардировочного авиационного Варшавского Краснознамённого ордена Суворова 3-й степени полка.
28. Николаев Иван Александрович (1922—2006) гвардии лейтенант, командир звена 74-го гвардейского штурмового полка, ранее проходил службу в 77-м ночном бомбардировочном авиационном полку.
29. Никулина Евдокия Андреевна (1917—1993) гвардии майор, командир эскадрильи 46-го гвардейского ночного бомбардировочного авиационного Таманского Краснознаменного полка.
30. Новицкий Евгений Гаврилович (1912—1997) гвардии капитан, начальник парашютно-десантной службы 7-го гвардейского штурмового авиационного полка.
31. Носаль Евдокия Ивановна (1918—1943) гвардии младший лейтенант, заместитель командира эскадрильи 46-го гвардейского ночного бомбардировочного авиационного Таманского Краснознаменного полка.
32. Оглоблин Иван Васильевич (1921—2011) гвардии старший лейтенант, командир звена 25-го гвардейского ночного бомбардировочного авиационного Московского полка.
33. Опрокиднев Борис Константинович (1921—1945) капитан, старший лётчик-наблюдатель 511-го отдельного разведывательного авиационного полка.
34. Орлов Пётр Иванович (1923—1945) лейтенант, командир звена 707-го штурмового авиационного Дунайского Краснознамённого полка, до переформирования полка в 1944 году воевал на У-2.
35. Парфёнова Зоя Ивановна (1920—1993) гвардии старший лейтенант, заместитель командира эскадрильи 46-го гвардейского ночного бомбардировочного авиационного Таманского Краснознаменного полка.
36. Пасько Евдокия Борисовна (1919—2017) гвардии старший лейтенант, штурман эскадрильи 46-го гвардейского ночного бомбардировочного авиационного Таманского Краснознаменного полка.
37. Попова Надежда Васильевна (1921—2013) гвардии капитан, заместитель командира эскадрильи 46-го гвардейского ночного бомбардировочного авиационного Таманского Краснознаменного полка.
38. Попович Владимир Трофимович (1920—1978) гвардии старший лейтенант, командир эскадрильи 44-го гвардейского ночного бомбардировочного авиационного Донского полка.
39. Путилин Михаил Тихонович (1914—1985) гвардии майор, командир эскадрильи 74-го гвардейского штурмового авиационного Сталинградского Краснознамённого полка, большую часть войны воевал на У-2 санитарной и связной модификаций.
40. Распопова Нина Максимовна (1913—2009) гвардии старший лейтенант, командир звена 46-го гвардейского ночного бомбардировочного авиационного Таманского Краснознаменного полка.
41. Розанова Лариса Николаевна (1918—1997) гвардии капитан, штурман 46-го гвардейского ночного бомбардировочного авиационного Таманского Краснознаменного полка.
42. Рубан Андрей Фролович (1914—2007) майор, штурман 990-го ночного бомбардировочного авиационного полка.
43. Руднева Евгения Максимовна (1920—1944) гвардии старший лейтенант, штурман 46-го гвардейского ночного бомбардировочного авиационного Таманского Краснознаменного полка.
44. Рыков Леонид Васильевич (1921—1988) гвардии старший лейтенант, заместитель командира эскадрильи 44-го гвардейского ночного бомбардировочного авиационного Донского полка.
45. Рябова Екатерина Васильевна (1921—1974) гвардии старший лейтенант, штурман эскадрильи 46-го гвардейского ночного бомбардировочного авиационного Таманского Краснознаменного полка.
46. Санфирова Ольга Александровна (1917—1944) гвардии капитан, командир эскадрильи 46-го гвардейского ночного бомбардировочного авиационного Таманского Краснознаменного полка.
47. Себрова Ирина Фёдоровна (1914—2000) гвардии старший лейтенант, командир звена 46-го гвардейского ночного бомбардировочного авиационного Таманского Краснознаменного полка.
48. Селиванов Евграф Иосифович (1911—1945) гвардии майор, штурман 43-го гвардейского штурмового полка, войну начинал на У-2 в составе 698-го ночного бомбардировочного полка и 359-й отдельной эскадрильи связи.
49. Сиротин Виктор Николаевич (1922—1991) гвардии старший лейтенант, командир звена 75-го гвардейского штурмового авиационного полка, войну начинал на У-2 в составе 621-го (61-го гвардейского) ночного бомбардировочного авиационного полка.
50. Смирнова Мария Васильевна (1920—2002) гвардии капитан, командир эскадрильи 46-го гвардейского ночного бомбардировочного авиационного Таманского Краснознаменного полка.
51. Ступишин Михаил Протасович (1916—1980) майор, штурман 198-го штурмового авиационного Волковысского Краснознамённого полка, войну начинал на У-2.
52. Супонин Дмитрий Владимирович (1918—1984) старший лейтенант, заместитель командира эскадрильи 707-го ночного бомбардировочного авиационного полка.
53. Сухов Николай Дмитриевич (1914—1983) гвардии капитан, заместитель командира эскадрильи 44-го гвардейского ночного бомбардировочного авиационного Донского полка.
54. Сыртланова Магуба Гусейновна (1912—1971) гвардии старший лейтенант, заместитель командира эскадрильи 46-го гвардейского ночного бомбардировочного авиационного Таманского Краснознаменного полка.
55. Теплов Михаил Петрович (1919—2005) старший лейтенант, командир звена 638-го ночного бомбардировочного авиационного полка.
56. Томашевский Иван Герасимович (1918—1994) гвардии старший лейтенант, штурман звена 25-го гвардейского ночного бомбардировочного авиационного Московского полка.
57. Ульяненко Нина Захаровна (1923—2005) гвардии лейтенант, командир звена 46-го гвардейского ночного бомбардировочного авиационного Таманского Краснознаменного полка.
58. Фуфачёв Владимир Филиппович (1923—1945) лейтенант, лётчик 565-го штурмового авиационного полка, войну начинал на У-2.
59. Харитошкин Александр Николаевич (1922—1988) гвардии старший лейтенант, командир звена 23-го гвардейского ночного бомбардировочного авиационного полка.
60. Худякова Антонина Фёдоровна (1917—1998) гвардии старший лейтенант, заместитель командира эскадрильи 46-го гвардейского ночного бомбардировочного авиационного Таманского Краснознаменного полка.
61. Чечнева Марина Павловна (1922—1984) гвардии капитан, командир эскадрильи 46-го гвардейского ночного бомбардировочного авиационного Таманского Краснознаменного полка.
62. Шибанов Виктор Иванович (1922—2014) гвардии лейтенант, командир звена 25-го гвардейского ночного бомбардировочного авиационного Московского полка.
63. Шипилов Василий Алексеевич (1908—1987) лейтенант, командир корабля Авиационной группы особого назначения 18-й воздушной армии, в 1941—1943 годах воевал на У-2 связной модификации в составе той же группы.
64. Яковлев Александр Никифорович (1908—1984) лейтенант, командир звена 1-го авиационного отряда Северной особой авиационной группы гражданского воздушного флота при 49-м истребительном авиационном полку.

#### Дважды Герои
1. Воробьёв Иван Алексеевич (1921—1991) гвардии майор, командир эскадрильи 76-го гвардейского штурмового авиационного полка, в 1942—1943 годах воевал в составе 25-го гвардейского ночного бомбардировочного авиационного Московского полка.

## Кавалеры высших государственных наград стран бывшего СССР, воевавшие на У-2
1. Акимова Александра Фёдоровна (1922—2012) — Герой России (1994), гвардии капитан, штурман эскадрильи 46-го гвардейского ночного бомбардировочного авиационного Таманского Краснознаменного полка.
2. Доспанова Хиуаз Каировна (1922—2008) — Народный Герой Республики Казахстан (2004), гвардии старший лейтенант, штурман 46-го гвардейского ночного бомбардировочного авиационного Таманского Краснознаменного полка.
3. Леонов Иван Антонович (1923—2018) — Герой России (1995), старший лейтенант, лётчик 33-й отдельной эскадрильи связи.
4. Прокопенко Фёдор Фёдорович (1916—2007) — Герой России (1996), гвардии полковник, штурман 3-й гвардейской истребительной авиационной дивизии, в составе которой воевал на У-2 связной модификации.
5. Сальников Николай Андреевич (1918—2005) — Герой России (1997), гвардии полковник, командир звена 155-го гвардейского штурмового авиационного полка, с декабря 1942 по май 1944 года воевал в составе 992-го ночного бомбардировочного полка.
6. Семенков Алексей Иванович (1915—2000) — Герой России (1998), генерал-лейтенант, командир 2-го транспортного авиационного Севастопольского полка, в 1939—1940 годах воевал на У-2 санитарной модификации.
7. Сумарокова Татьяна Николаевна (1922—1997) — Герой России (1995), гвардии лейтенант, штурман эскадрильи 46-го гвардейского ночного бомбардировочного авиационного Таманского Краснознаменного полка.
8. Каманин, Аркадий Николаевич (1928—1947) — Пионер-герой, самый молодой лётчик Второй мировой войны, совершил более 650 вылетов, награждён орденом Красного Знамени и дважды орденом Красной Звезды.

## Страны-операторы
- СССР (ВВС, ГВФ, ОСОВИАХИМ);
- Финляндия (ВВС; трофейные);
- Нацистская Германия (люфтваффе; трофейные);
- ГДР (аэроклубы);

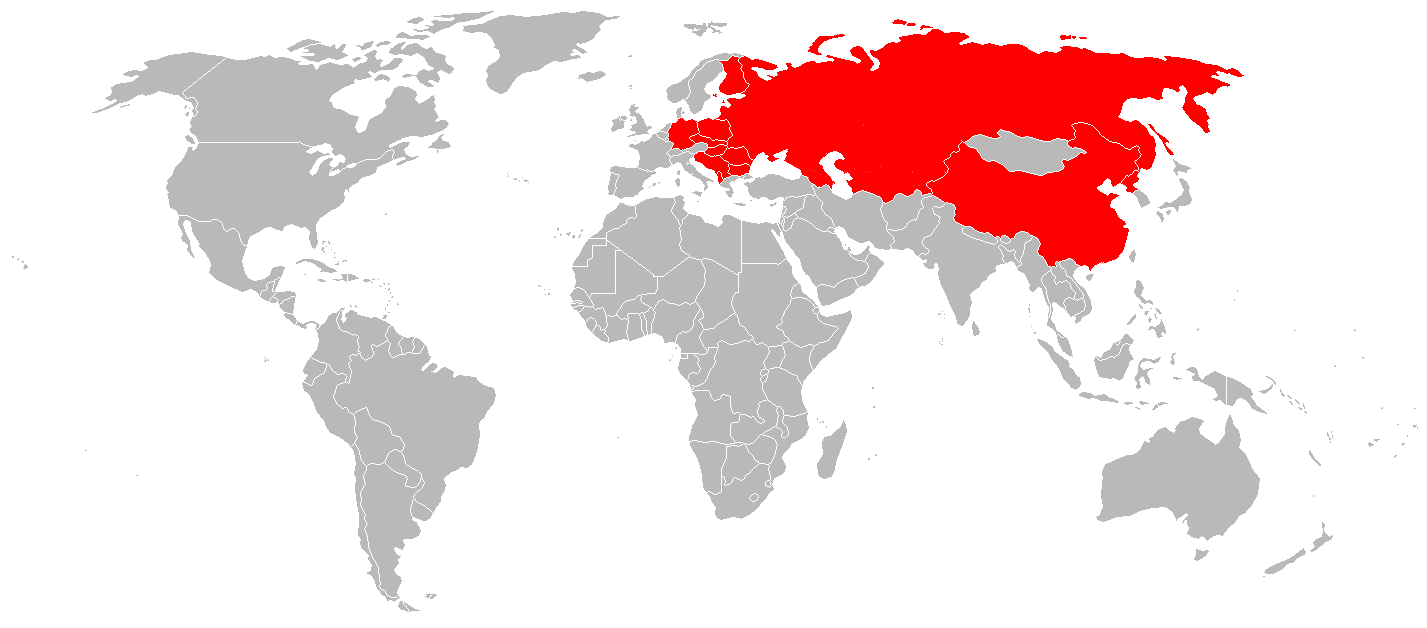
Страны-операторы

- Франция Сражающаяся Франция (ВВС);
- ВНР (ВВС, гражданская авиация);
- Чехословакия (ВВС, гражданская авиация);
- ПНР (ВВС, гражданская авиация; производство по лицензии);
- Югославия (ВВС, аэроклубы; производство по лицензии);
- НСРА (ВВС);
- СР Румыния (ВВС, гражданская авиация, аэроклубы);
- НРБ (ВВС, гражданская авиация, аэроклубы);
- Китай (ВВС, гражданская авиация, аэроклубы);
- МНР (ВВС, гражданская авиация, ОСО);
- КНДР (ВВС, гражданская авиация, аэроклубы).

## Сохранившиеся экземпляры
- У-2 (По-2) в Музейном комплексе УГМК (Верхняя Пышма, Свердловская область)
- По-2 — долгое время хранился на аэродроме в Новосибирске, реставрирован[17]. Снимался в фильме «Расправляя крылья» режиссёра Ольги Музалевой (2023)[18] и сериале «Мамкина звездочка» (2022).
- У-2 в музее Чкалова (г. Чкаловск, Нижегородская область)

## Память

### В культуре
… Хорошая работа,
Хорошая молва.
Три друга — три пилота
Летали на «У-2».
Фанерный хвост и крылья,
И очень тихий ход.
Но больше всех любили
Друзья свой самолёт.
Припев:
Почти пешком по небу
Летят едва-едва,
И раз — «У-2», и два — «У-2»,
И три — «У-2».
Служили три пилота
И первый молвил так:
«Быстрей нет самолёта,
Чем истребитель „Як“.
Но пусть он шибче ветра,
Как сядет — погляжу.
А мне — четыре метра
И я уже сижу.»
Припев.
Служили три пилота,
Второй заговорил:
«Грозней всех самолётов
Бронированный „Ил“.
Но для ремонта тащат
Сырья ему вагон.
А мне — фанерный ящик —
И весь готов ремонт».
Припев.
И третий из пилотов
Добавил пару слов:
«Грозней всех самолётов
в бомбёжке — „Петляков“.
Но дело непростое —
Бомбёжка на ходу.
А я, на месте стоя,
Как хочешь, попаду».
Припев.
Приказ: «По самолётам!»
И кончен разговор.
И каждый из пилотов
Готовит свой мотор.
И каждый из пилотов
Готовит свой «У-2».
Хорошая работа —
Хорошая молва.
- Самолётам У-2 и их пилотам посвящены фильмы и песни:
  - фильм «Небесный тихоход» 1945;
  - фильм «Истребители» 1939;
  - фильм «И ты увидишь небо» 1978 — фильм посвящён боевой биографии А. Каманина;
  - фильм «В небе „Ночные ведьмы“» 1981;
  - фильм «В бой идут одни „старики“» 1973 г.;
  - фильм «Валерий Чкалов» 1941 г.;
  - фильм «Если завтра война» 1938 г.;
  - фильм «Интриган» 1935 г.;
  - фильм «Лётчики» 1935 г.;
  - фильм «Пилоты» 1988 г.;
  - фильм «Ночные ласточки» 2013 г.;
  - фильм «Истребители» 2013 г.;
  - песня «Служили три пилота» (музыка: В. Соловьёв-Седой, слова: С. Фогельсон);
  - песня «Деревянный самолёт» (музыка: В. Берковский, слова: Ю. Визбор).
  - песня «Night Witches» шведской рок-группы Sabaton
- В Мытищах самолёту поставлен памятник. 55°54′12″ с. ш. 37°42′53″ в. д.HGЯO
- Почта СССР в 1945, 1969 и 1978 годах выпустила почтовые марки с изображением самолёта У-2 (По-2).
- В 2011 году Банком России выпущена серебряная монета номиналом 1 рубль в серии «История русской авиации», посвящённая У-2[19].
- В игре War Thunder представлен как бомбардировщик 1 ранга.[20]

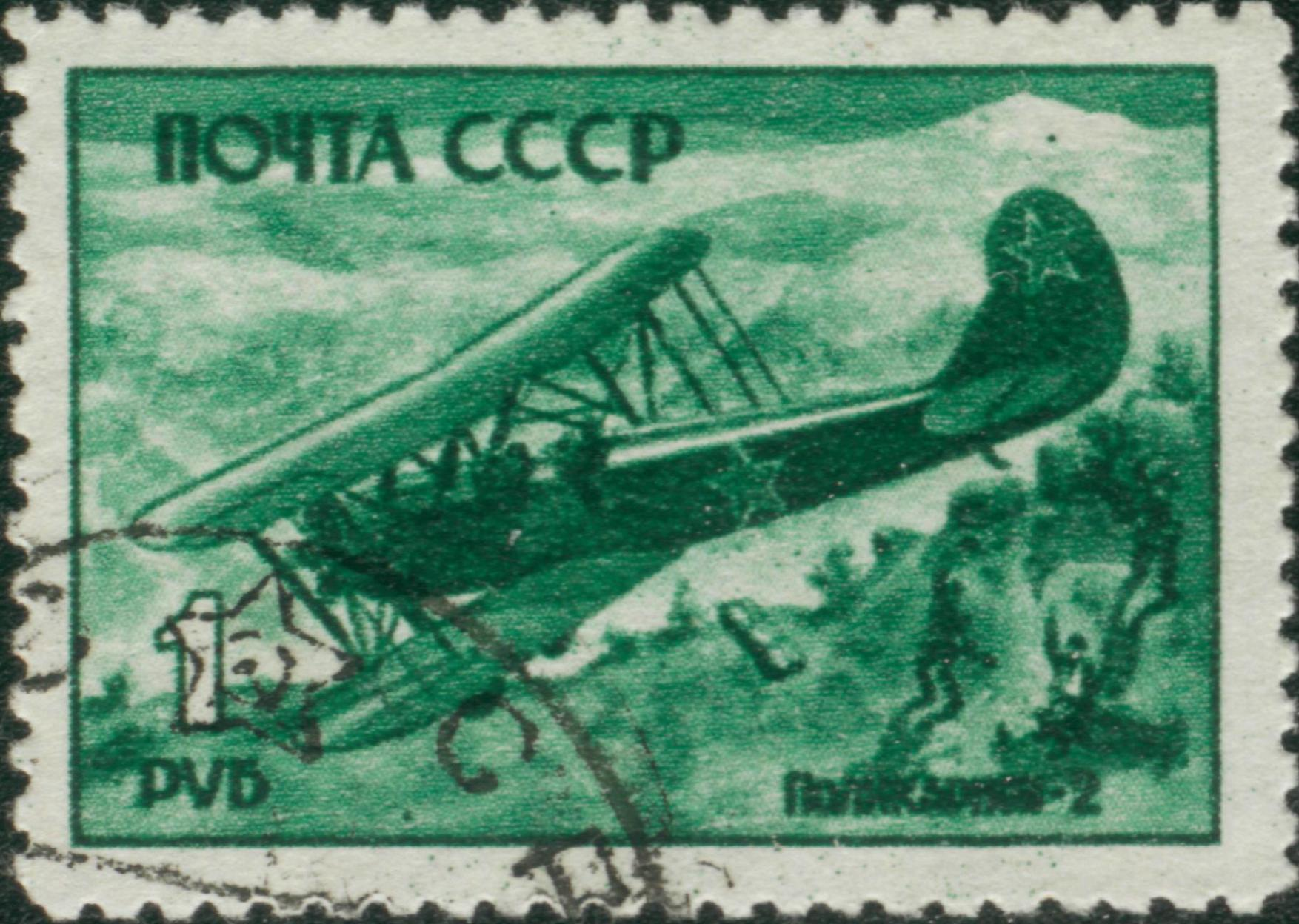
Почтовая марка СССР военных лет с изображением сброса почты солдатам По-2
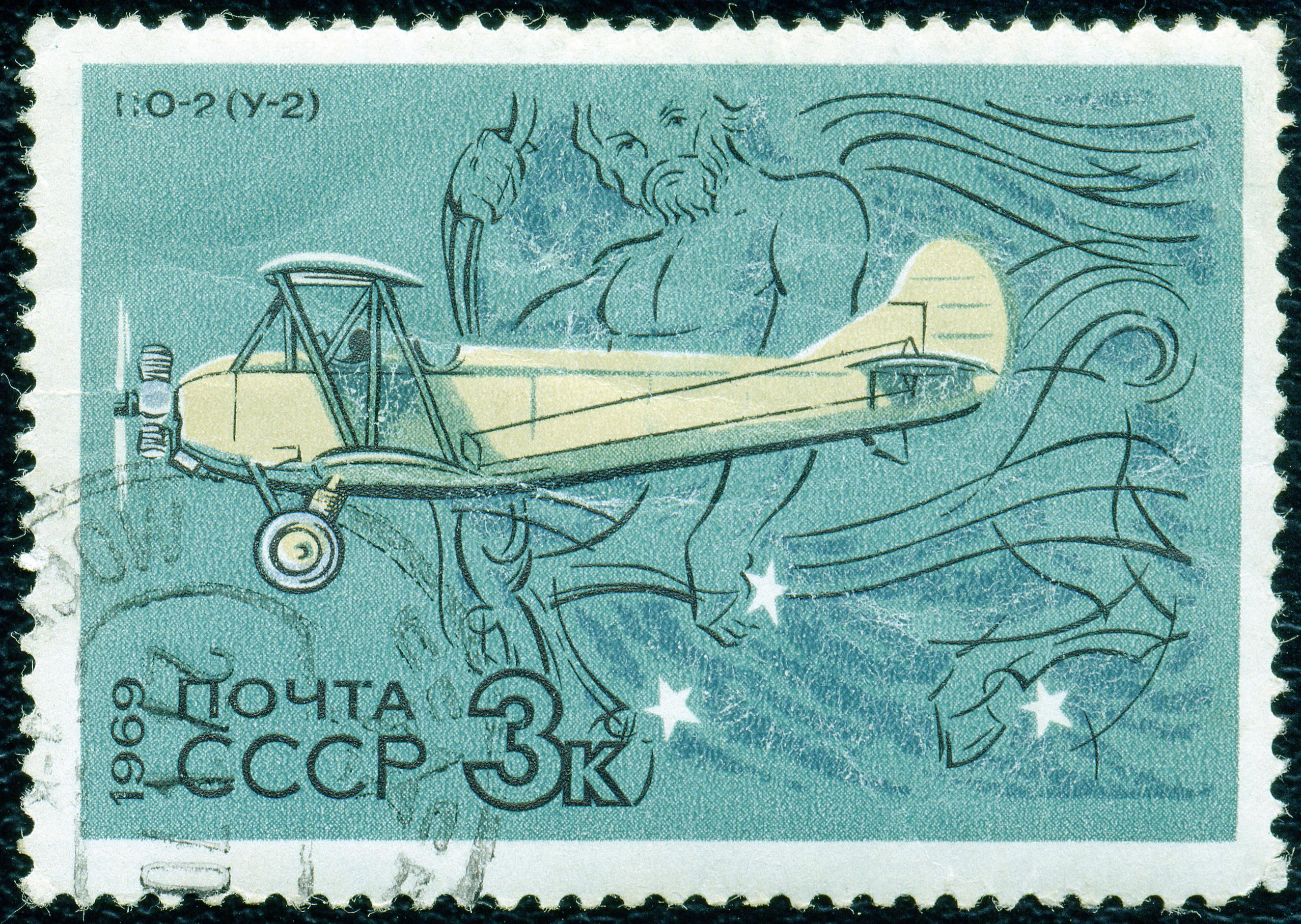
Почтовая марка СССР с изображением ПО-2 (У-2), 1969 года. Марки серии «Развитие гражданской авиации в СССР»
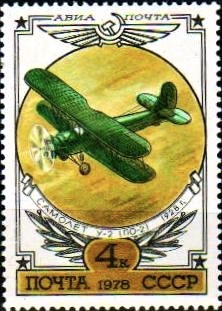
Почтовая марка 1978 года
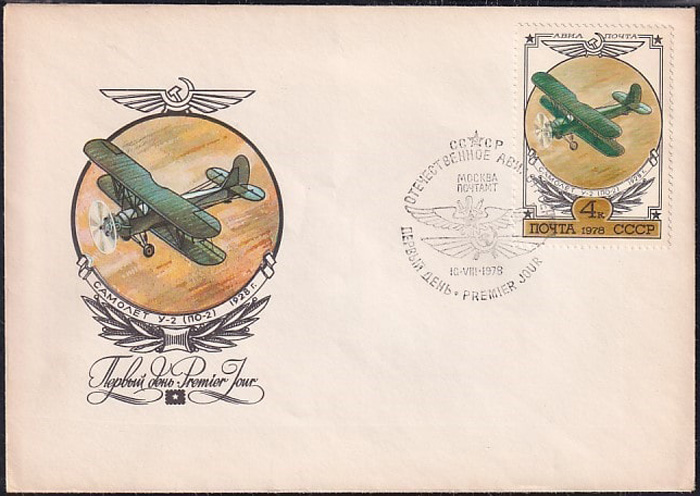
Почтовый конверт Первого дня, 1978 год
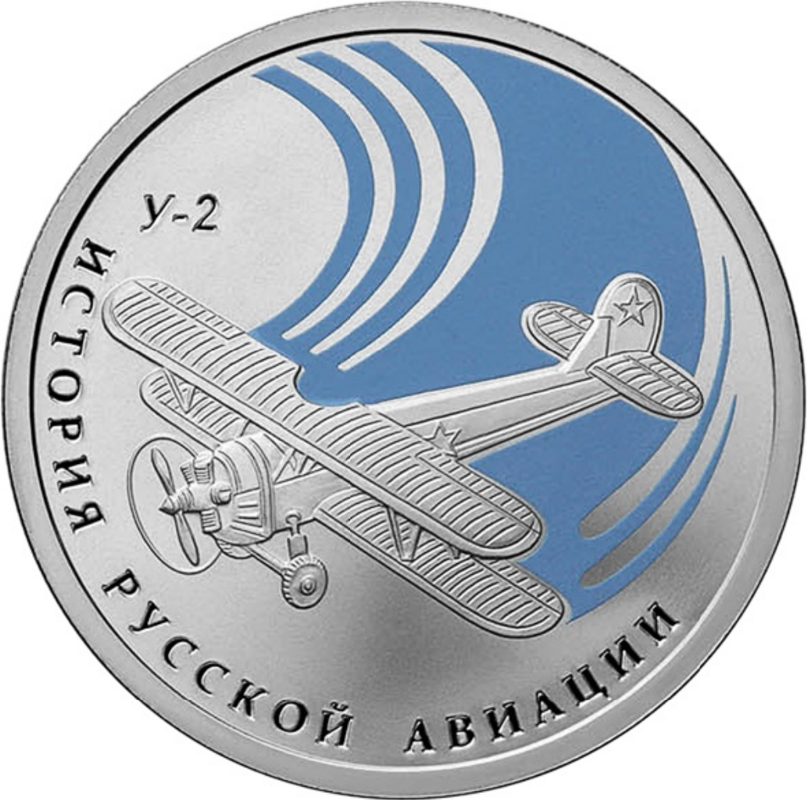
Монета серии «История русской авиации», серебро, 1 рубль, 2011 год
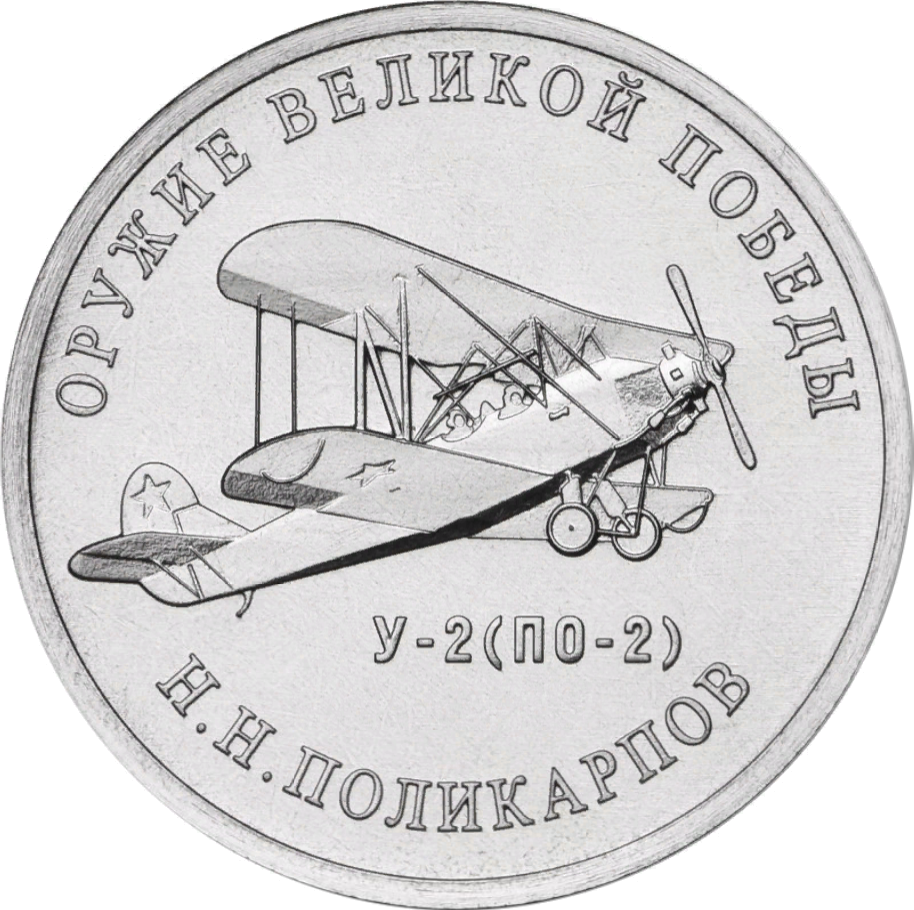
Монета серии «Оружие Великой Победы», Cu-Ni сплав, 25 рублей, 2019 год
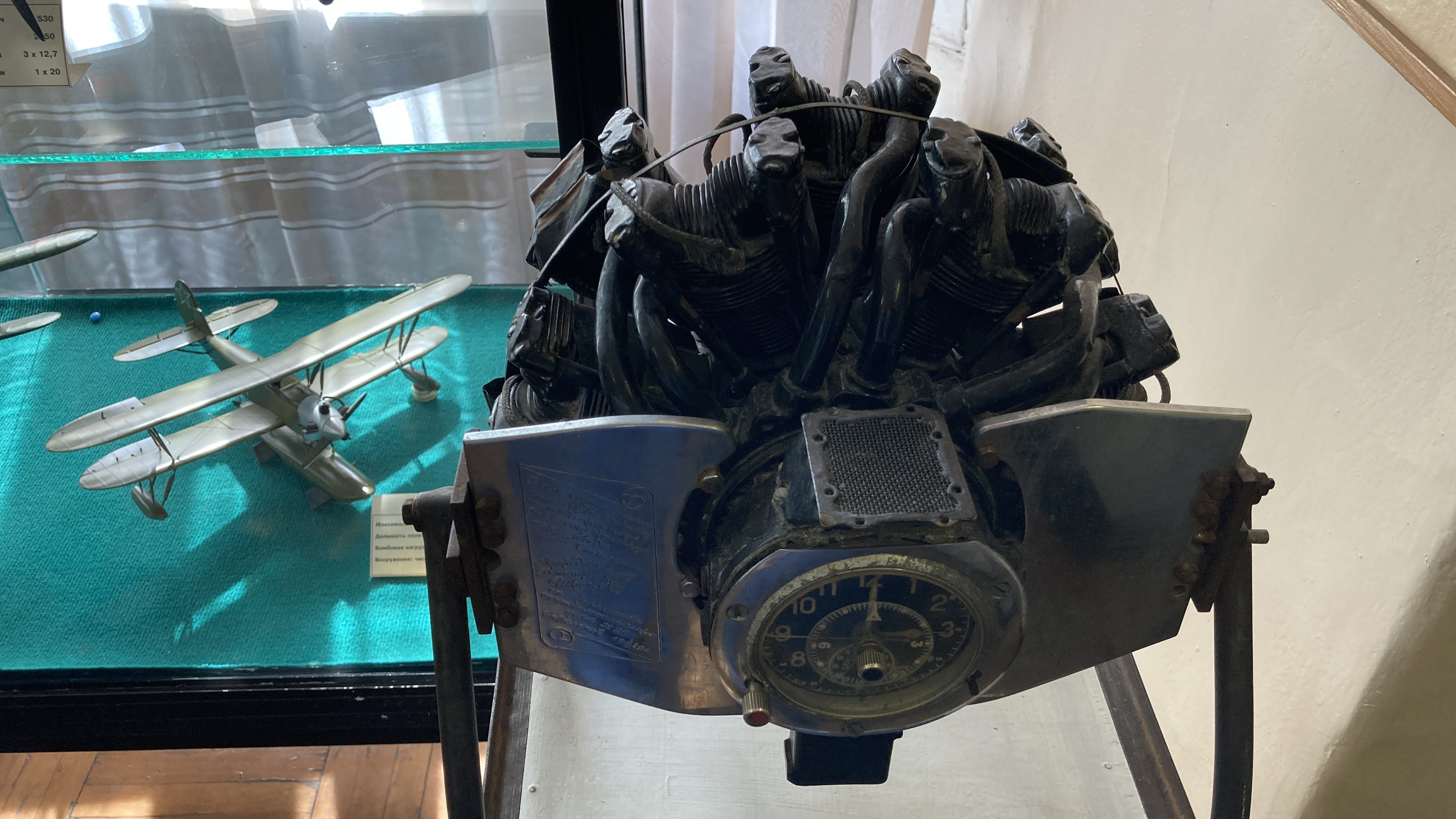
Модель У-2ВС в музее

### В модельной индустрии
Сборные стендовые модели У-2/По-2 выпускали и выпускают несколько фирм, в том числе:
- Kovozavody Prostejov (Kopro), Чехословакия, масштаб 1:72, в нескольких вариантах
- ПО «Мир» («Корпак»), Белоруссия, масштаб 1:72 (продавалась также под маркой «Моделист» и «IOM-kit»)
- FE Resin, Чехия, масштаб 1:144
- ICM, Украина, масштаб 1:72 и 1:48
- Modelkrak/Jadar, Польша, масштаб 1:48
- Gavia, Чехия, масштаб 1:48 (также под маркой Eduard)
- выкройки модели в польском журнале «Mały Modelarz», № 11 за 1960 г.
- «Звезда», Россия, масштаб 1:144.
- «ПМ-лаб», Россия, сборная резиномоторная модель, масштаб 1:20[21]